# پاتریسیا آرائوژو
پاتریسیا آرائوژو (پرتغالی: Patrícia Araújo؛ زاده ۱۴ فوریهٔ ۱۹۸۳ - درگذشته ۶ ژوئیهٔ ۲۰۱۹) بازیگر پورنوگرافی تراجنسیتی اهل برزیل بود.
او یک زن ترنس بود.